# Sainte-Suzanne, Mayenne

Sainte-Suzanne este o comună în departamentul Mayenne, Franța. În 2009 avea o populație de 973 de locuitori.